# Akord syntetyczny
Akord syntetyczny – wielodźwięk (akord) stworzony niejako sztucznie, w oderwaniu od klasycznej harmonii na doraźne, zwykle eksperymentalne, kolorystyczne bądź symboliczne potrzeby twórcze (na przykład akord scriabinowski).